# Cuvie
Cuvie（キュービー，1976年7月20日—）是日本的女性漫畫家。主要在成人向、一般向漫畫雜誌上進行連載活動。愛知縣名古屋市出生。

## 經歷
2001年在櫻桃書房的成人向漫畫短篇集《I.D COMIC》上發表。這以後就在櫻桃書房和茜新社、一水社、オークラ出版、オークス、コスミック出版、晉遊舍、富士見書房、Wani Magazine等成人向漫畫雜誌、漫畫短篇集上連載作品。
再來2002年到2003年於光彩書房旗下少女向漫畫短篇集《光彩コミックスピンキーティーンズ》系列上連載。
- 2005年－富士見書房《月刊Dragon Age》上初次連載長編作品〈特蘿蒂亞 ～魔女的鐵鎚～〉以後，就有持續在一般向漫畫雜誌上連載。
- 2013年－秋田書店《Champion RED Ichigo》上連載〈VANITAS〉、秋田書店《Champion RED》連載〈絢爛的世界舞台〉。

## 作品

### 成人向
- スイッチ（富士美コミックス，2003年，富士見書房）－ISBN 978-4-8942-1513-9。
- PURE-PURE!（いずみコミックス，2003年，一水社）－ISBN 978-4-8707-6543-6。
- デリカシー（富士美コミックス，2003年，富士見書房）－ISBN 978-4-8942-1554-2。
- 淫らな素質（いずみコミックス，2004年，一水社）－ISBN 978-4-8707-6585-6。
- Cloudy（富士美コミックス，2004年，富士見書房）－ISBN 978-4-8942-1605-1。
- えっちな恋の味（WANI MAGAZINE COMICS SPECIAL，2006年，ワニマガジン社）－ISBN 978-4-8982-9994-4。
- Emotion（オークスコミックス，2006年，オークス）－ISBN 978-4-8610-5367-2。
- カノジョの媚態（いずみコミックス，2006年，一水社）－ISBN 978-4-8707-6645-7。
- Juicy 限定版（富士美コミックス，2006年，富士見書房）－ISBN 978-4-8942-1714-0。
- カラダノ恋（いずみコミックス，2007年，一水社）－ISBN 978-4-8707-6676-1。
- LOVE AFFAIR（WANI MAGAZINE COMICS SPECIAL，2007年，ワニマガジン社）－ISBN 978-4-8626-9039-5。
- したいからスルの（いずみコミックス，2008年，一水社）－ISBN 978-4-8707-6728-7。
- Horny（富士美コミックス，2009年，富士見書房）－ISBN 978-4-8942-1860-4。
- 欲しがりっ!（WANI MAGAZINE COMICS SPECIAL，2009年，ワニマガジン社）－ISBN 978-4-8626-9107-1。
- Guilty（富士美コミックス，2010年，富士見書房）－ISBN 978-4-8942-1943-4。
- Juicy（富士美コミックス，2011年，富士見書房）－ISBN 978-4-7995-0008-8。
- Girlie 限定版（富士美コミックス，2011年，富士見書房）－ISBN 978-4-7995-0037-8。
- 肌色レンアイ（WANI MAGAZINE COMICS SPECIAL，2012年，ワニマガジン社）－ISBN 978-4-8626-9188-0。
- Girlie（富士美コミックス，2012年，富士見書房）－ISBN 978-4-7995-0151-1。
- Heavenly（富士美コミックス，2013年，富士見書房）－ISBN 978-4-7995-0194-8。
- Yummy! （富士美出版 <富士美コミックス> 2014年6月） ISBN 978-4-7995-0275-4[2]
- 色めく彼女（ワニマガジン社 <WANI MAGAZINE COMICS SPECIAL> 2014年7月） ISBN 978-4-8626-9314-3
- やわらかなぬかるみ（ワニマガジン社 <WANI MAGAZINE COMICS SPECIAL> 2016年12月）ISBN 978-4-8626-9464-5
- Heavenly（通常版）（富士美出版 <富士美コミックス> 2017年1月） ISBN 978-4-7995-0492-5
- Sultry（富士美出版 <富士美コミックス> 2018年12月）
- ココがキミのカタチ （ワニマガジン社 <WANI MAGAZINE COMICS SPECIAL> 2019年2月）ISBN 978-4-86269-616-8
- Lyrically（富士美出版 <富士美コミックス> 2019年4月）
- Raunchy （スコラマガジン<富士美コミックス> 2019年12月）ISBN 978-4-902307-91-7

### 一般向
- 特蘿蒂亞 ～魔女的鐵鎚～（月刊Dragon Age，2005年6月號～2008年3月號，富士見書房，東立出版社代理臺灣中文版）－全6卷。
- 夢魘製造機（月刊YANGUCHANBION烈（日语：ヤングチャンピオン烈），2009年～2012年，秋田書店，青文出版社代理臺灣中文版）－全6卷。
- 絢爛的世界舞台（秋田書店，長鴻出版社代理臺灣中文版）

## 外部連結
- Cuvie的X（前Twitter）
- （日語） Cuvie的Blog（页面存档备份，存于）